# Paweł Kowalski (koszykarz)
Paweł Kowalski (ur. 16 września 1983) – polski koszykarz występujący na pozycji silnego skrzydłowego.
Jest najstarszym zawodnikiem klubu z Lublina oraz jego kapitanem (stan na sezon 2016/17), w którym występuje nieprzerwanie od 2006. W tym czasie występował z zespołem Startu na każdym poziomie rozgrywek ligowych. W najwyższej klasie rozgrywkowej (PLK) występuje od 2014 roku.
1 października 2019 zakończył oficjalnie karierę sportową.